# キテラ (小惑星)
キテラ (570 Kythera) は小惑星帯の小惑星である。マックス・ヴォルフによってハイデルベルクのケーニッヒシュトゥール天文台で発見された。
ギリシアのキティラ島にちなんで命名された。